# 日本レジャーカードシステム
日本レジャーカードシステム株式会社（にほんレジャーカードシステム）は、かつて存在した日本の企業。

## 概要
パチンコ店向けプリペイドカード「パッキーカード」の発行、カード読み取り機の製造を主業務としていた。
1988年設立。当初はNTTデータ・三菱商事が大株主で、警察の共済組織である「株式会社たいよう共済」も出資していた。その後パチンコ機向けソフトウェア開発を手がけるデータ・アートの傘下に入り、2005年には電子部品商社の加賀電子の出資を受けるが、2007年5月に日本ゲームカードの子会社となり、2008年4月に吸収合併された。

## 企業データ
- 商号 - 日本レジャーカードシステム株式会社
- 所在地 - 東京都江東区亀戸1丁目5-7
- 設立 - 1988年10月
- 代表者 - 代表取締役社長 野澤由積 （2007年5月）
- 資本金 - 40億円
- 事業内容 - プリペイドカードの製造販売、関連機器製造販売